# Джеліндо Бордін
Джеліндо Бордін (італ. Gelindo Bordin; нар. 2 квітня 1959, Віченца, Італія) — італійський легкоатлет, що спеціалізується на марафонському бігу, олімпійський чемпіон 1988 року.

## Кар'єра
| Рік                | Змагання           | Місто                | Місце              | Дисципліна         | Примітки           |
| Представник Італія | Представник Італія | Представник Італія   | Представник Італія | Представник Італія | Представник Італія |
| ------------------ | ------------------ | -------------------- | ------------------ | ------------------ | ------------------ |
| 1986               | Чемпіонат Європи   | Штутгарт, Німеччина  | 1                  | марафонський біг   | 2:10:54            |
| 1987               | Чемпіонат світу    | Рим, Італія          | 3                  | марафонський біг   | 2:12:40            |
| 1988               | Олімпійські ігри   | Сеул, Південна Корея | 1                  | марафонський біг   | 2:10:32            |
| 1990               | Чемпіонат Європи   | Спліт, Югославія     | 1                  | марафонський біг   | 2:14:02            |
| 1991               | Чемпіонат світу    | Токіо, Японія        | 8                  | марафонський біг   | 2:17:03            |
| 1992               | Олімпійські ігри   | Барселона, Іспанія   | —                  | марафонський біг   | DNF                |